# Annie Swynnerton
Annie Louisa Robinson Swynnerton (Kersal, 26 de febrero de 1844 – Hayling Island, 24 de octubre de 1933) fue una pintora británica conocida sobre todo por sus retratos y obras simbolistas, aunque también fue una hábil paisajista. Estudió en la Manchester School of Art, en la Academia Julian y en Roma. Swynnerton tuvo influencias de George Frederick Watts y Edward Burne-Jones. John Singer Sargent apreció su trabajo y la ayudó a convertirse en la primera mujer elegida en la Royal Academy of Arts en 1922. Swynnerton pintó retratos de Henry James y Millicent Fawcett. Sus obras se encuentran en colecciones en Inglaterra, Escocia y el extranjero. Estuvo casada con el escultor Joseph Swynnerton. Vivieron juntos en Roma. Swynnerton era amiga de las principales sufragistas de la época, especialmente de la familia Pankhurst. 

## Trayectoria
Annie Louisa Robinson nació en Hulme, Mánchester, en 1844. Sus padres eran Francis Robinson, abogado, y Ann Sanderson. Swynnerton tenía seis hermanas. Ella creó y vendió acuarelas para complementar los ingresos de la familia durante un difícil período financiero. Su hermana Emily, también era artista.  
Swynnerton se formó en la Manchester School of Art, a partir de 1871. Ganó una medalla de oro y una beca para pintura al óleo y acuarela. De 1874 a 1876, tomó clases de arte en Roma junto con su amiga y compañera artista, Susan Isabel Dacre (nacida en Leamington Spa, Warwickshire, pero que más tarde se mudó al Gran Mánchester). Estudiaron después en la Academia Julian en París desde 1877 hasta 1880. Swynnerton fue influenciada por las obras de Jules Bastien-Lepage. Vivió en Mánchester en 1880 y en 1882 vivía en Londres.

## Obra

### Estilo
Swynnerton pintó retratos, figuras, obras simbolistas y paisajes. George Frederick Watts y Edward Burne-Jones apoyaron su carrera. Según Linda Murray, "Estaba muy influenciada por Watts, y muchos de sus temas eran del tipo alegórico o simbólico, que era su fuerte. Su dibujo era sólido y tenía una comprensión escultórica de la forma aliada al color fresco y roto que mostraba afinidades con el impresionismo". Un ejemplo de una de sus obras alegóricas es El sentido de la vista, que representa a un ángel que visita la tierra y que encuentra y conecta con el Cielo usando su visión. El catálogo de la exposición The Victorian Nude afirma que "Annie Swynnerton, con sede en Roma, fue una de las pintoras de desnudos más audaces, que a menudo sorprendía al público con sus figuras pintadas de forma robusta". 

George Frederic Watts, Edward Burne-Jones, and Annie Louisa Swynnerton's works
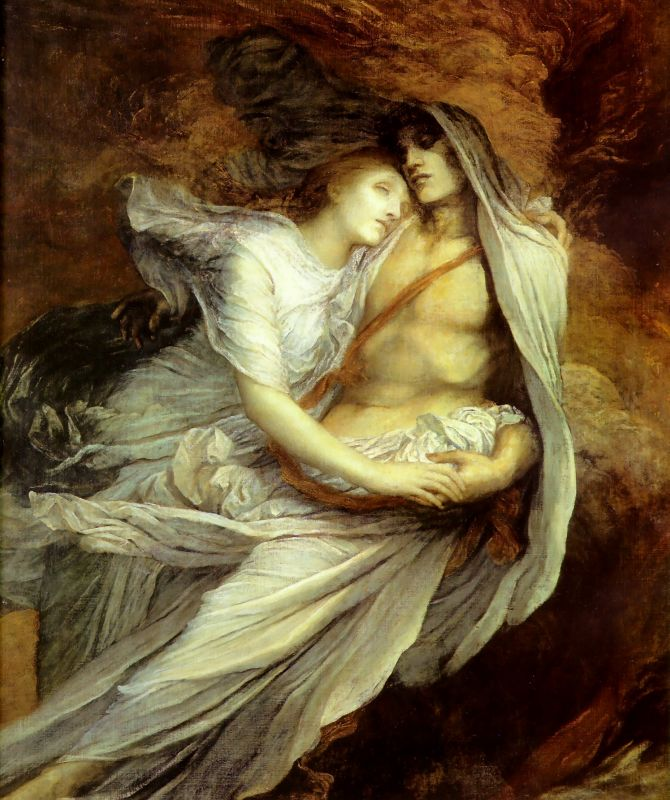
George Frederic Watts, Paolo y Francesca.
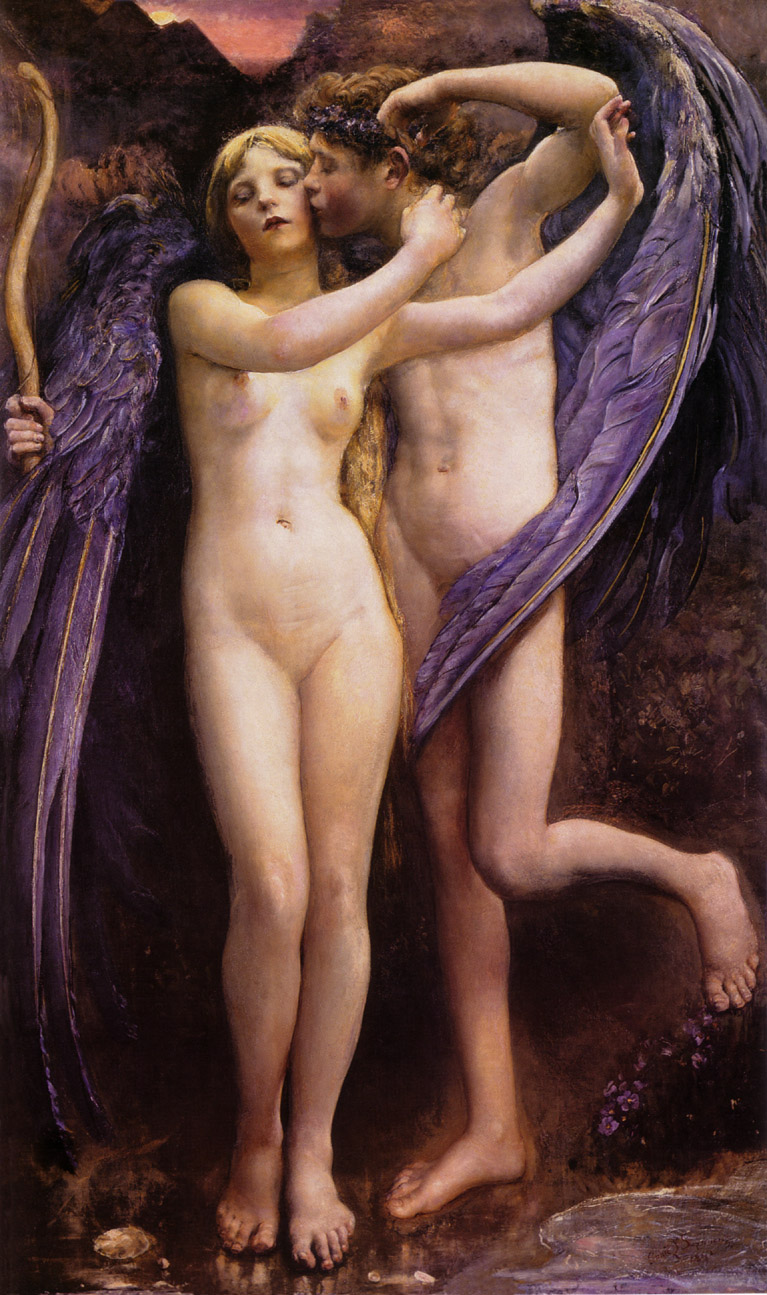
Annie Louisa Swynnerton, Cupido y Psique, 1890, Galería Oldham.
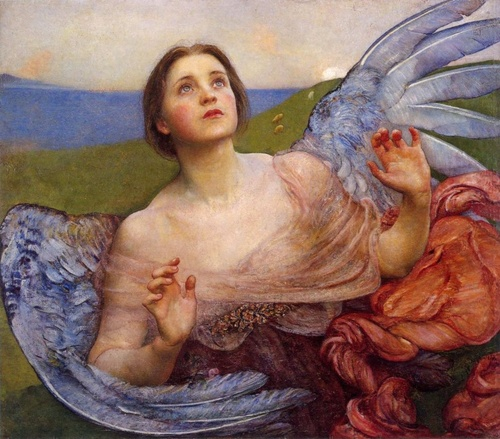
Annie Louisa Swynnerton, El sentido de la vista, óleo sobre lienzo, 1895, National Museums Liverpool.
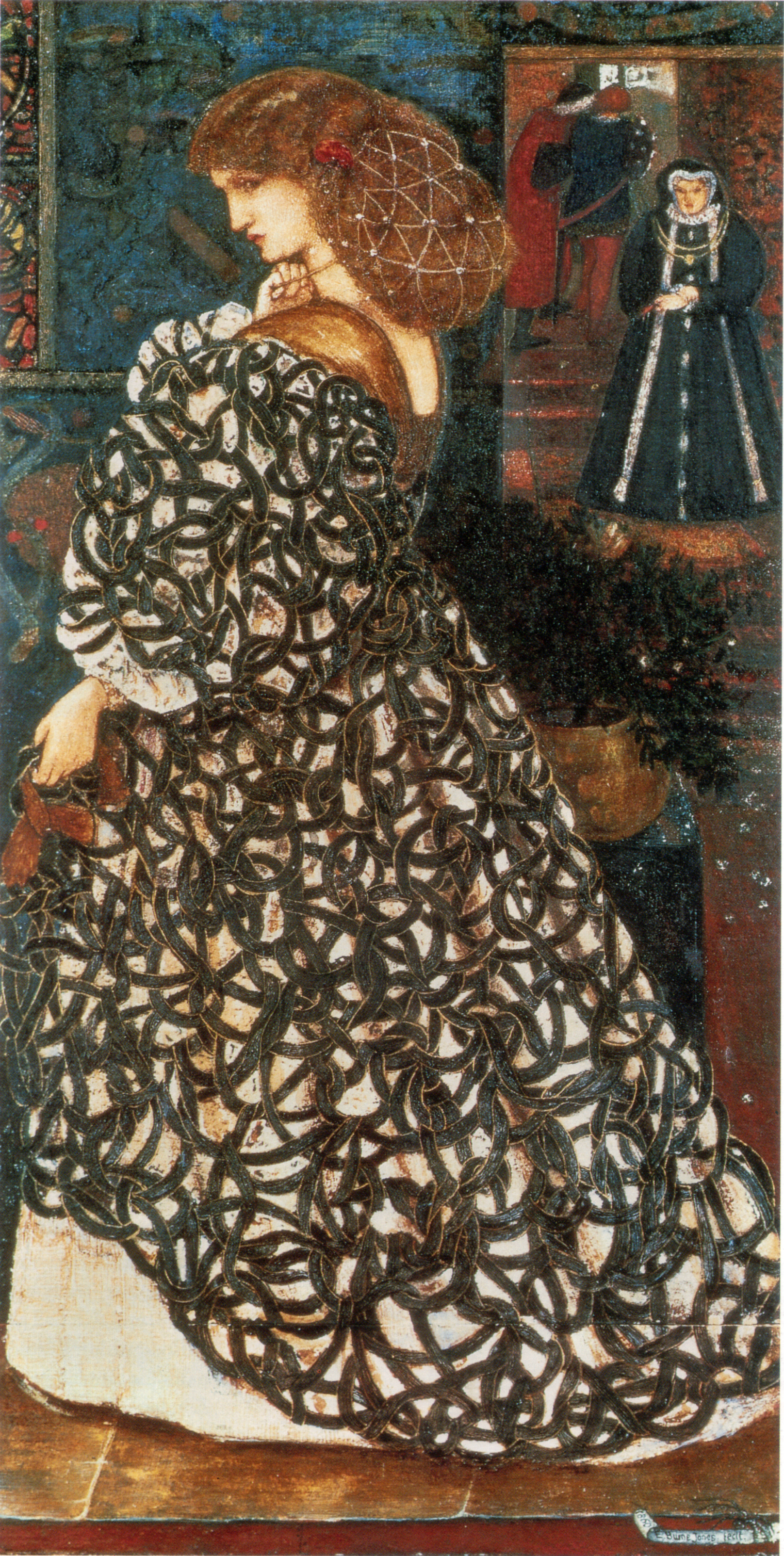
Edward Burne-Jones, Sidonia von Borcke, 1860.

 Las obras de Swynnerton incorporaron aspectos del neoclasicismo, prerrafaelismo e impresionismo. La Revista del Arte describió una de sus obras, "[Un] diseño altamente imaginativo de [Swynnerton] es Mater Triumphalis. Las extremidades de la figura tienen un contorno algo pesado, mientras que hay una cierta apariencia metálica en la coloración que dista bastante de la idea del flujo de sangre en un cuerpo humano". También era experta en pintar niños. 

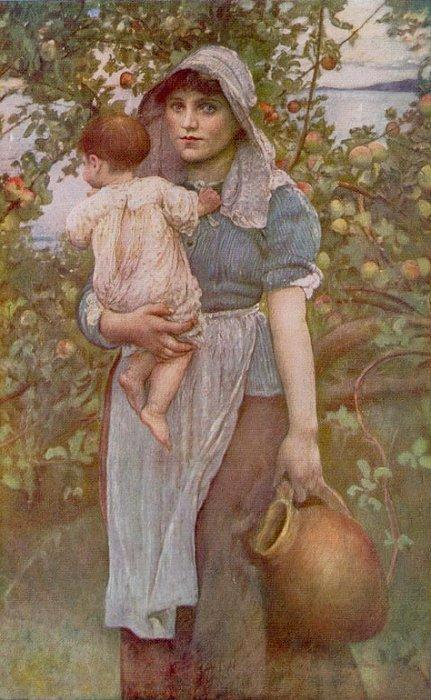
La joven madre, c. 1887.
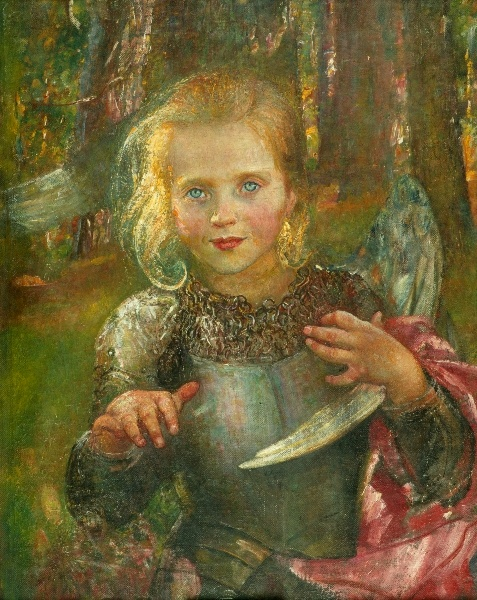
Ilusiones, óleo sobre lienzo, 1900, Manchester City Art Gallery.
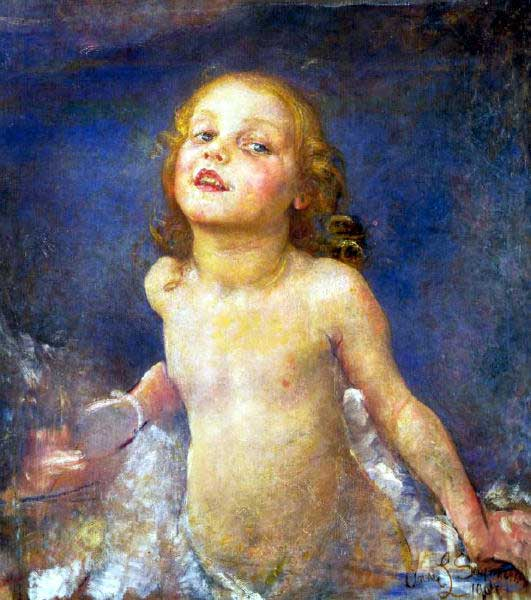
Nueva esperanza resucitada, 1904.

### Carrera
Dacre y Swynnerton compartieron un estudio. En 1879, las dos mujeres fundaron la Sociedad de Mujeres Pintoras de Mánchester, que ofrecía educación artística y exposiciones. Emily Robinson también fue miembro. Swynnerton pintó el retrato de Dacre, que fue exhibido en 1880 en the Royal Academy of Arts. Después fue entregado a la Manchester Art Gallery. Fue la segunda mujer que formó parte del comité encargado de organizar la Exposición de Otoño de Liverpool en 1895.

Swynnerton pintó retratos de miembros de la familia Garrett, incluyendo a Agnes (1885); Louisa, miembro de la Manchester National Society for Women's Suffrage; Millicent Garrett Fawcett, adquirido por Chantrey Bequest para la nación expuesto en la Tate Gallery; y Louisa Garrett Anderson. Pintó retratos de personas cercanas a los Garrett, incluyendo a Henry James y a William_Gaskell, esposo de la novelista Elizabeth Gaskell. Ethel Smyth era mecenas de Swynnerton. John Singer Sargent hizo un cuadro de Swynnerton y de la hermana de Smyth, la señora Charles Hunter.

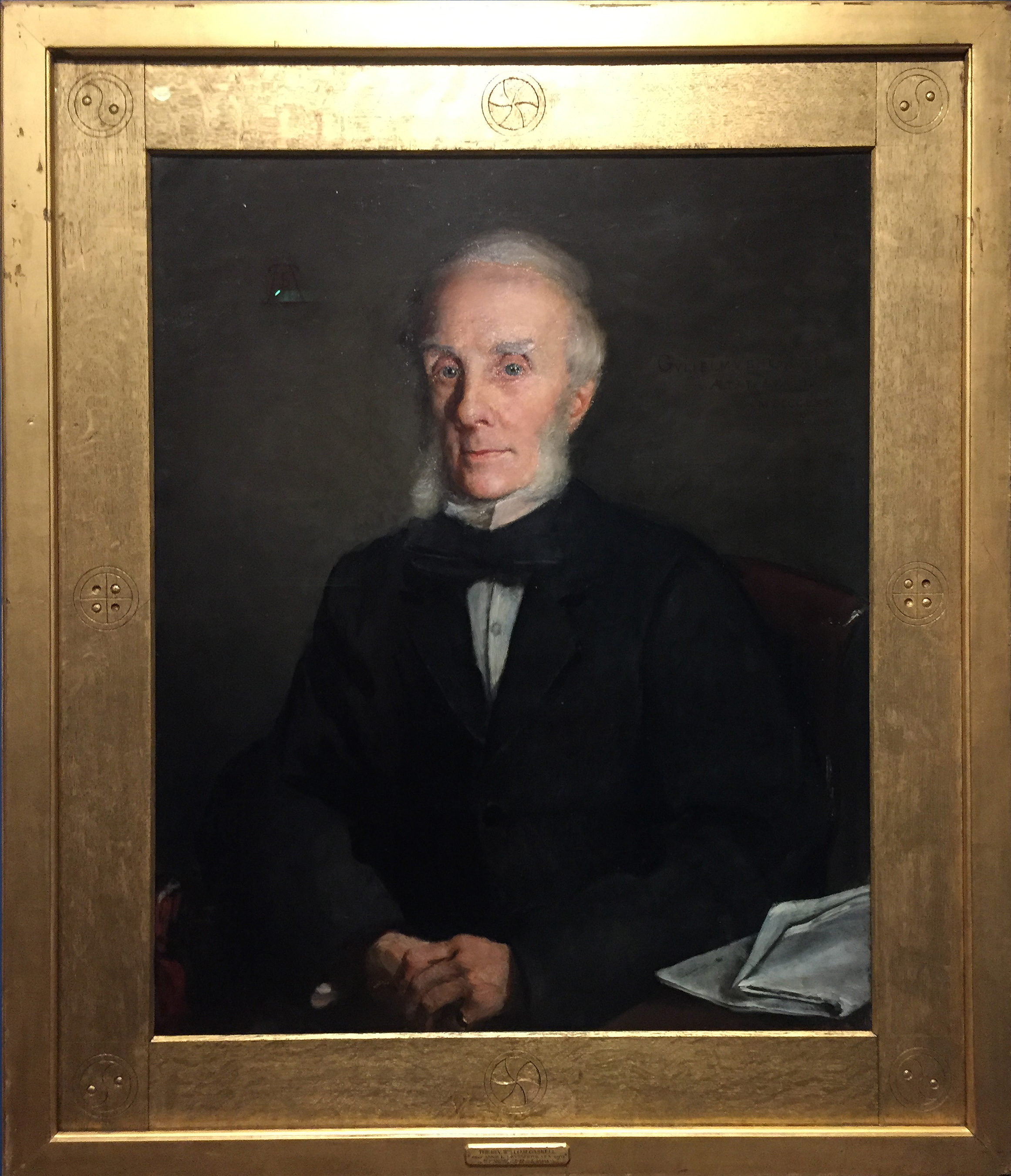
Rev. William Gaskell, 1879.
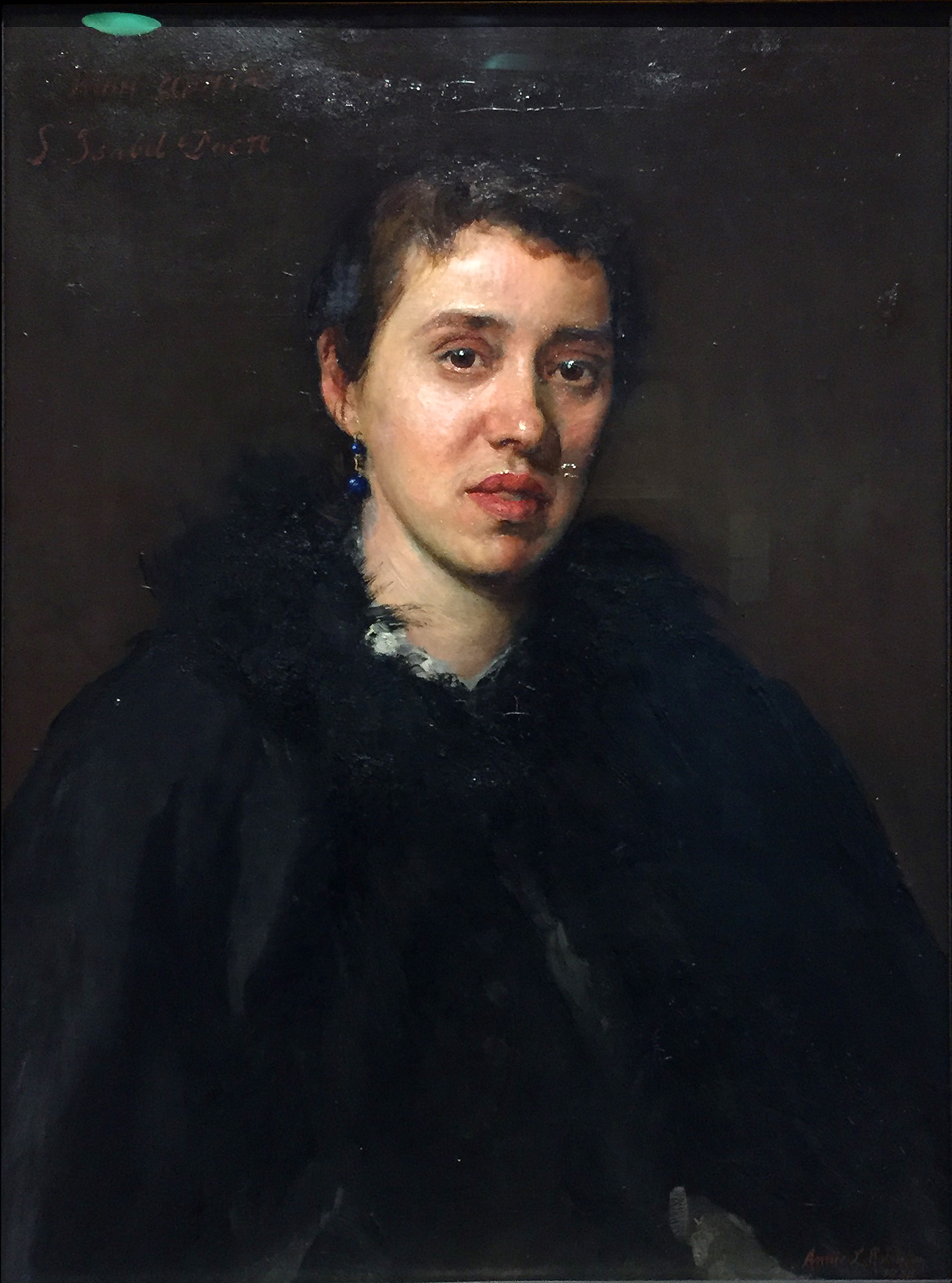
Susan Isabel Dacre, 1880.
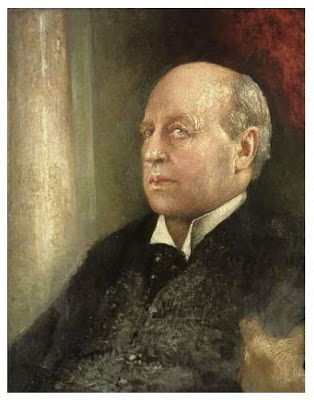
Henry James, 1922.
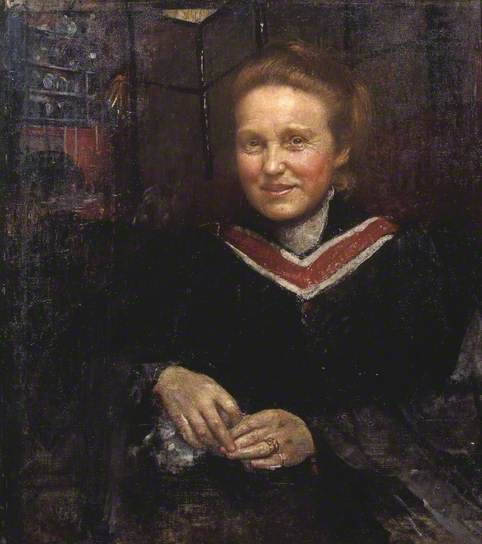
Dame Millicent Fawcett, CBE, LLD, Tate, 1930.

 Con una introducción inicial de Burne-Jones, Swynnerton expuso en la Royal Academy of Arts de 1879 a 1886 y de 1902 a 1934. John Singer Sargent apreció y compró su trabajo Las Oréades. Jugó un papel decisivo en su elección en 1922 para convertirse en la primera mujer asociada a la Real Academia desde el siglo XVIII y la primera mujer elegida en la organización. El trabajo de Swynnerton también se exhibió en exposiciones nacionales e internacionales, incluidas Aberdeen, Doncaster, Huddersfield, Mánchester, y Chicago y Pittsburgh. En 1893, Florence Nightingale at Scutari se mostró en la Exposición de Mujeres en la Exposición Mundial de Chicago. Según Hellary Fraser, autora de Women Writing Art History in the Nineteenth Century, el trabajo mostró la forma en que las mujeres artistas podían transmitir sentimientos tiernos con una fuerte composición artística y colorista. Swynnerton fue incluida en la exposición de 2018 Women in Paris 1850–1900.

## Sufragismo
Fue activa partidaria del movimiento por el sufragio femenino de la época y fue signataria de la Declaración de la Unión Nacional de Sociedades de Sufragio Femenino de 1889 a favor del sufragio femenino.

## Vida personal

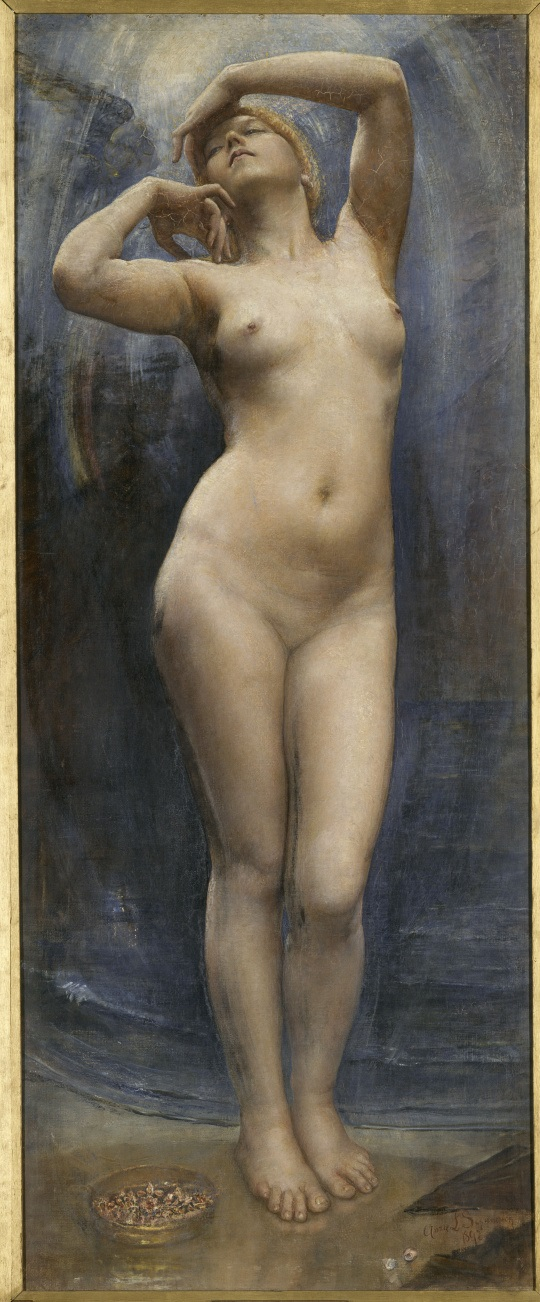
La madre triunfante por Annie Swynnerton.

Conoció al escultor Joseph William Swynnerton, de la Isla de Man, posiblemente mientras ambos vivían en Roma. Se casaron en 1883, vivieron principalmente en Roma y tenían un estudio en Sheppard's Bush en Londres. Estuvieron casados hasta 1910, cuando él murió.    
La vista de Swynnerton se deterioró en sus últimos años. Después de la muerte de su esposo, vivió en Chelsea, Londres y Roma, antes de finalmente establecerse en Hayling Island, Inglaterra, donde murió en 1933. Hubo una venta póstuma de los contenidos de su antiguo estudio, retirado de 1A The Avenue, 76 Fulham Road, Londres, SW3 en Christie's en Londres el 9 de febrero de 1934. Esto incluía su propio trabajo (tanto terminado como inacabado), su pequeña colección de cuadros de antiguos maestros (incluidos Guercino y Moroni) junto con marcos y caballetes. En su testamento, y en memoria de Susan Isabel Dacre, dejó un legado al artista Francis Dodd.
Swynnerton fue descrita de la siguiente manera: 
"Era una artista con talento y una mujer consumada, aunque apenas se puede decir que tuviera unos modales encantadores. De hecho, manteniendo el valor de sus convicciones, a veces era embarazosamente franca. Tenía un ligero tartamudeo."

## Colecciones
| Collection                                  | Location             | Works |
| ------------------------------------------- | -------------------- | --- |
| Aberdeen Art Gallery & Museums              | Aberdeen, Scotland   | - Paisaje con árboles |
| Museo Ashmolean de Arte y Arqueología       | Oxford, England      | - Cabeza de bacante |
| Birmingham Museums Trust                    | Birmingham, England  | - Assisi |
| Bradford Museums and Galleries              | Bradford, England    | - Oceánide |
| Brighton and Hove Museums and Art Galleries | Brighton, England    | - Chcia con cordero |
| Cheltenham Art Gallery & Museum             | Cheltenham, England  | - Oil Sketch of a Pony |
| Gallery Oldham                              | Oldham, England      | - Cupido y Psique |
| Glasgow Museums                             | Glasgow, Scotland    | - Una dríade - The Soul's Journey: The Soul's Awakening |
| Manchester Art Gallery                      | Manchester, England  | - Adoración de Cristo Niño (after Perugino) - Una madre italiana y su hijo - Crossing the Stream - S. Isabel Dacre - The Dreamer - Reverend0 William Gaskell - Ilusiones - Interior de San Miniato, Florencia - Paisaje italiano - Montagna Mia - The Olive Gatherers - Rain Clouds, Monte Gennaro - Mrs A. Scott-Elliot y su hijo - The Southing of the Sun - La torre de Siena - El vagabundo |
| Metropolitan Museum of Art                  | New York City        | - Dream of Italy, owned by the museum in 1933 |
| Musée d'Orsay                               | Paris, France        | - Mater Triumphalis |
| National Gallery of Victoria                | Melbourne, Australia | - New-risen Hope[lower-alpha 4] |
| National Museums Liverpool                  | Liverpool, England   | - The Sense of Sight |
| Nottingham City Museums and Galleries       | Nottingham, England  | - Mrs Florence H. Musgrave |
| Royal Academy of Arts                       | London, England      | - La carta |
| Royal Holloway, University of London        | London, England      | - Geoffrey y Christopher Herringham |
| Salford Museum & Art Gallery                | Salford, England     | - Tryst |
| Tate Gallery                                | London, England      | - The Convalescent - Count Zouboff - Dame Millicent Fawcett, CBE, LLD - Miss Elizabeth Williamson on a Pony - New Risen Hope - Las Oréades |